# Turbininae
Turbininae is een onderfamilie van weekdieren uit de klasse van de Gastropoda (slakken).

## Geslachten
- Astraea Röding, 1798
- Astralium Link, 1807
- Bellastraea Iredale, 1924
- Bolma Risso, 1826
- Cookia Lesson, 1832
- Guildfordia Gray, 1850
- Lithopoma Gray, 1850
- Lunella Röding, 1798
- Megastraea McLean, 1970
- Modelia Gray, 1850
- Pomaulax Gray, 1850
- Sarmaturbo Powell, 1938
- Turbo Linnaeus, 1758
- Uvanilla Gray, 1850